# نوارت آلیخانیان
نوارت (نینا) میکائیلی آلیخانیان (ارمنی: Նվարդ (Նինա) Միքայելի Ալիխանյան؛  ۸ سپتامبر ۱۸۹۶ – ۳ مهٔ ۱۹۷۷) یک بازیگر و خواننده اهل ارمنستان بود. وی بین سال‌های - تا - میلادی فعالیت می‌کرد.

## زندگی‌نامه
وی در ۸ سپتامبر ۱۸۹۶ در طرابزون به دنیا آمد . وی در گوسان، تئاتر درماتیک دولتی پطروس آدامیان ارمنیان تفلیس، تئاتر کمدی موزیکال پارونیان فعالیت می‌کرد. وی همچنین برندهٔ جوایزی همچون هنرمند شایسته ارمنستان شوروی (۱۹۵۶) شده است. وی در ۳ مه ۱۹۷۷ در سن ۸۰ سالگی در ایروان درگذشت.

## یادداشت
1. ↑  Թբիլիսիի Պետրոս Ադամյանի անվան պետական հայկական դրամատիկական թատրոն